# Baruch Spinoza

Firma di Baruch Spinoza

Baruch Spinoza, italianizzato in Benedetto Spinoza (AFI: /spiˈnɔd͡za/; in ebraico ברוך שפינוזה‎?, Baruch, "benedetto"; in latino Benedictus de Spinoza; in portoghese Bento de Espinosa; in spagnolo Benedicto De Espinoza; Amsterdam, 24 novembre 1632 – L'Aia, 21 febbraio 1677), è stato un filosofo olandese, ritenuto uno dei maggiori esponenti del razionalismo del XVII secolo, antesignano dell'Illuminismo e della moderna esegesi biblica.

## Biografia
Baruch Spinoza nacque il 24 novembre 1632 ad Amsterdam da genitori portoghesi di origine ebraica che, in quanto marrani, ovvero forzati a convertirsi al cristianesimo, ma che privatamente mantenevano la loro fede ebraica, erano stati costretti nel secondo decennio del secolo XVII per i suddetti motivi religiosi ad abbandonare il Portogallo e a stabilirsi nella calvinista Olanda, fuggendo alle persecuzioni dell'Inquisizione spagnola controriformista.
Il padre, Michael, era un mercante che aveva sposato in seconde nozze Hanna Debora da cui aveva avuto Baruch, il quale rimase orfano di madre all'età di sei anni, il 5 novembre 1638. Baruch fu inizialmente educato nella comunità ebraica sefardita di Amsterdam presso la scuola della comunità, studiò il Talmud e la Torah, portando a termine i primi quattro gradi di istruzione dei giovani ebrei dell'epoca.

### Lo studio dei classici latini
Nel 1649, in seguito alla morte del fratello maggiore Isaac, fu costretto ad abbandonare gli studi per aiutare il padre Michael nella conduzione dell'azienda commerciale della famiglia. La sua curiosità e la sua sete di conoscenza rimasero comunque inalterate, spingendolo a frequentare innanzitutto le yeshivot (gruppi di studio per adulti) della comunità e - in seguito alla maturazione di una sempre più marcata insoddisfazione nei confronti della vita e della religione ebraica e di un interesse crescente per altre idee filosofiche e scientifiche - la scuola di latino di Franciscus Van den Enden, a partire dal 1654. Come è noto, grazie agli inventari portati a termine dopo la morte del filosofo, la biblioteca di Spinoza conteneva un certo numero di testi in latino, tra cui opere di Seneca, Orazio, Cesare, Virgilio, Tacito, Epitteto, Livio, Plinio, Ovidio, Cicerone, Marziale, Petrarca, Petronio, Sallustio, a riprova di una passione nata probabilmente durante il periodo vissuto a contatto con Van den Enden. In filosofia si dedicò soprattutto allo studio dei contemporanei, come Francesco Bacone e Cartesio (più tardi Hobbes). Cosa più importante, oltre a questa preparazione in letteratura e filosofia classica, gli studenti di Van den Enden venivano quasi certamente messi al corrente di problemi più moderni, soprattutto di questioni attinenti allo sviluppo delle scienze naturali: è probabile che risalga a questo periodo della vita di Spinoza il suo primo contatto diretto con le opere di Cartesio.

### L'espulsione (cherem)

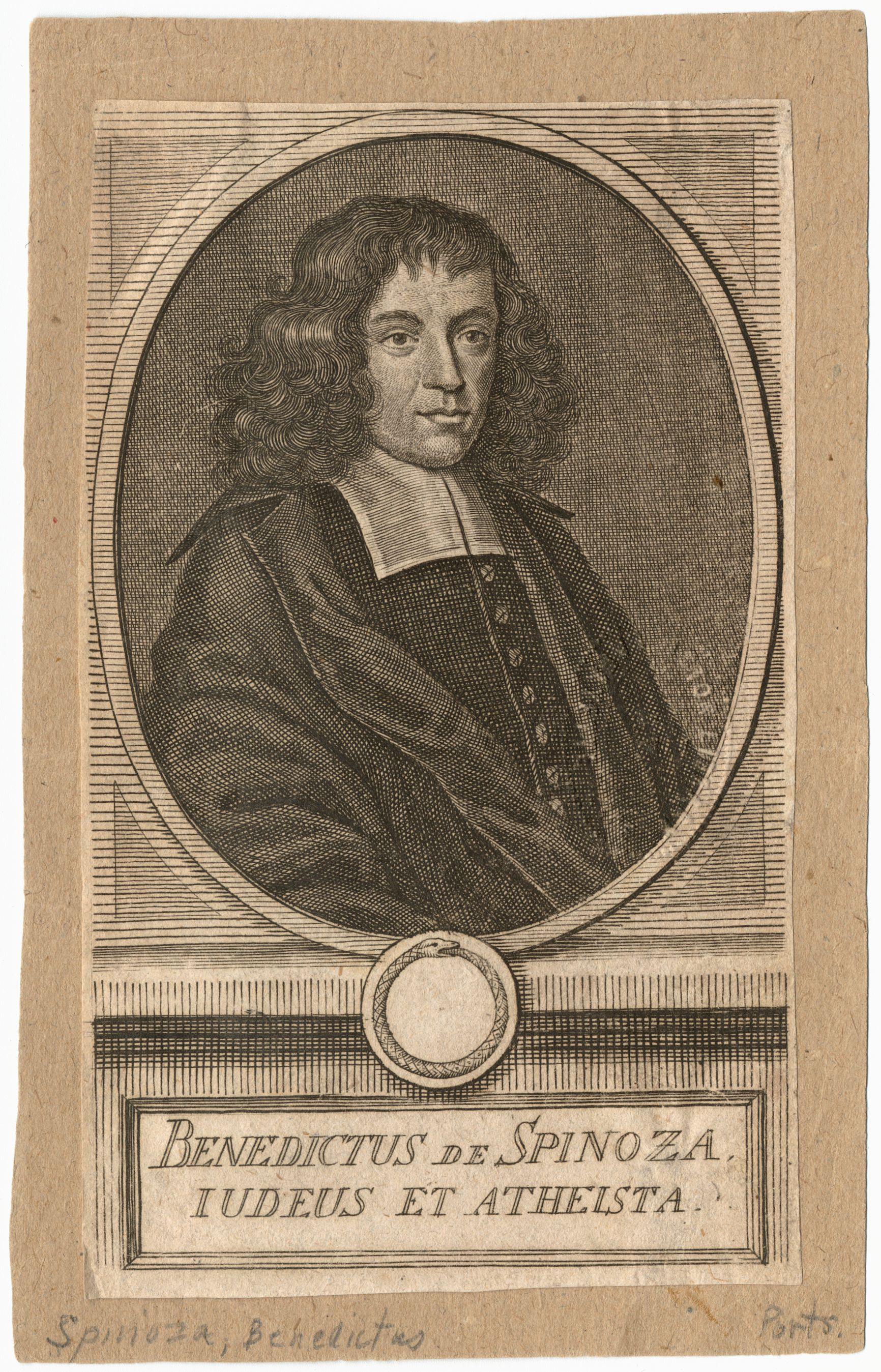
Copertina di un'opera di Spinoza con il suo ritratto e l'iscrizione in latino: «Benedetto de Spinoza, giudeo e ateo»

Spinoza, allontanatosi sempre più dall'ebraismo, fu infine scomunicato pubblicamente dal consiglio della sinagoga locale. Il 27 luglio 1656 fu data lettura di un testo in ebraico di fronte alla volta della sinagoga dello Houtgracht, il canale di Amsterdam che attraversava il quartiere ebraico: un documento di cherem (bando o scomunica), gravissimo e mai revocato, che era assai esplicito e non faceva ricorso a eufemismi:
Con l'aiuto del giudizio dei santi e degli angeli, con il consenso di tutta la santa comunità e al cospetto di tutti i nostri Sacri Testi e dei 613 comandamenti che vi sono contenuti, escludiamo, espelliamo, malediciamo ed esecriamo Baruch Spinoza. Pronunciamo questo herem nel modo in cui Giosuè lo pronunciò contro Gerico. Lo malediciamo nel modo in cui Eliseo ha maledetto i ragazzi e con tutte le maledizioni che si trovano nella Legge. Che sia maledetto di giorno e di notte, mentre dorme e quando veglia, quando entra e quando esce. Che l'Eterno non lo perdoni mai. Che l'Eterno accenda contro quest'uomo la sua collera e riversi su di lui tutti i mali menzionati nel libro della Legge; che il suo nome sia per sempre cancellato da questo mondo e che piaccia a Dio di separarlo da tutte le tribù di Israele affliggendolo con tutte le maledizioni contenute nella Legge. E quanto a voi che restate devoti all'Eterno, vostro Dio, che Egli vi conservi in vita. Sappiate che non dovete avere con Spinoza alcun rapporto né scritto né orale. Che non gli sia reso alcun servizio e che nessuno si avvicini a lui più di quattro gomiti. Che nessuno dimori sotto il suo stesso tetto e che nessuno legga alcuno dei suoi scritti.»
«Durante la lettura di questa maledizione si sentiva di tanto in tanto cadere la nota lamentosa e protratta di un grande corno; le luci che si vedevano ardere brillanti al principio della cerimonia, vennero spente ad una ad una, a mano a mano che si procedeva, fino a che alla fine si spense anche l'ultima, simboleggiando l'estinzione della vita spirituale dello scomunicato, e l'assemblea rimase completamente al buio.»
Secondo studi recenti, tra i quali quello di Steven Nadler, il motivo principale che determinò la scomunica di Spinoza sarebbe stato il non credere all'immortalità dell'anima, mentre Nicola Abbagnano e i principali studiosi di Spinoza individuano la causa dell'inconciliabilità del suo pensiero con l'ebraismo nella sua identificazione di Dio con la natura (Deus sive Natura: Dio, ovvero la Natura) e nel rifiuto di un Dio-persona come quello biblico. Spinoza inoltre asseriva apertamente di ritenere la Bibbia una fonte di insegnamenti morali, ma non della verità; egli rifiutava il concetto di libero arbitrio e applicava la propria visione deterministica anche a Dio (negazione del creazionismo e della libertà di azione del Creatore): l'unica libertà che Dio ha nella visione spinoziana è l'assenza di costrizioni esterne.

### Tornitore di lenti

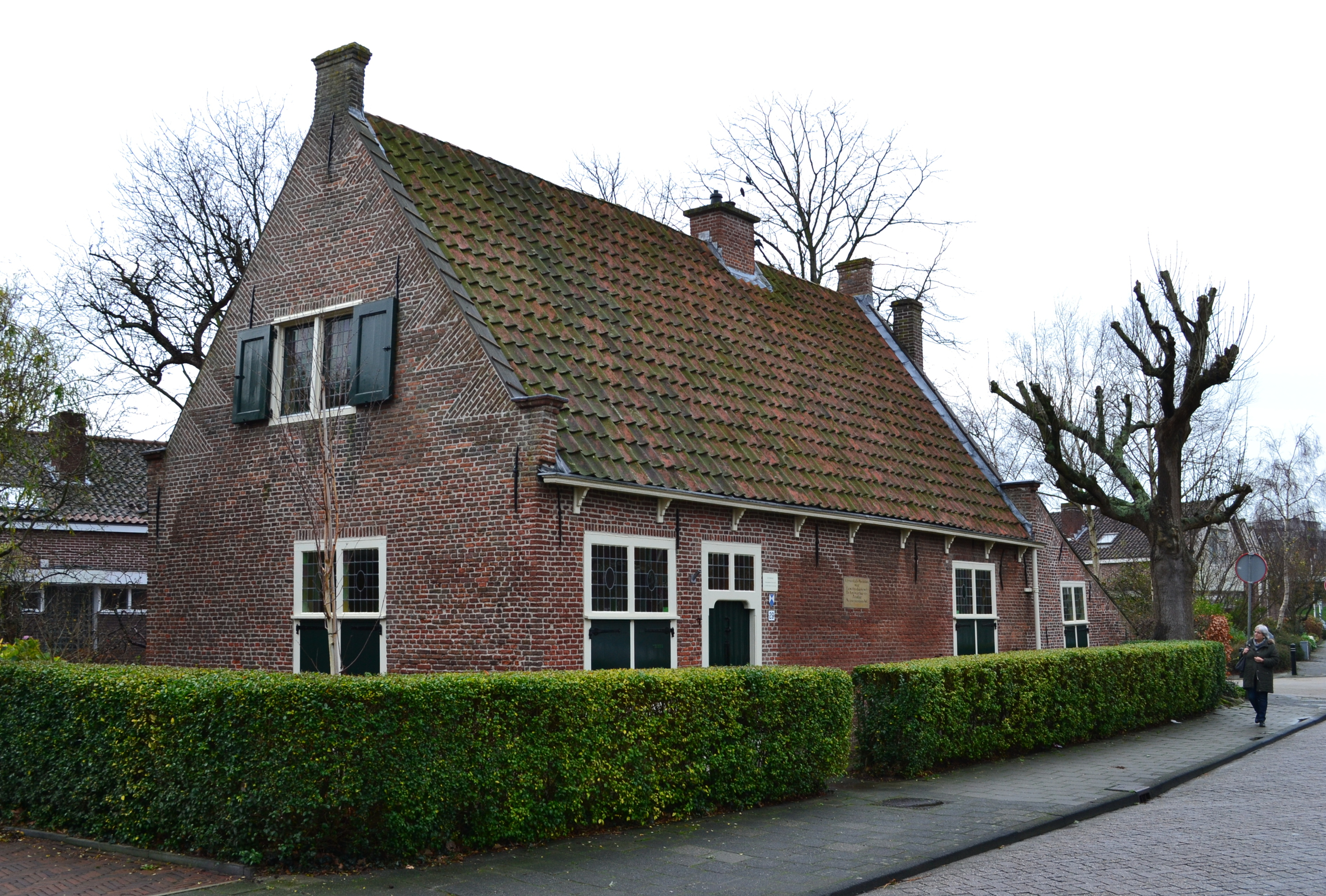
La casa di Baruch Spinoza a Rijnsburg, diventata un museo

Nello stesso anno della scomunica (1656), a ventiquattr'anni, Spinoza fu costretto a lasciare la casa del padre e, dopo un breve periodo passato a casa di Franciscus Van den Enden, che lo ospitò senza chiedere nulla in cambio, se non un aiuto nelle lezioni di latino, dovette lasciare anche Amsterdam.
Nel 1660 si stabilì a Rijnsburg, in un villaggio presso Leida, presso il quale era ubicata la sede dei Collegianti cui appartenevano diverse persone del suo entourage che sostennero Spinoza o la pubblicazione delle sue opere (tra cui: i fratelli Isaac e Simon Frisius, Jarig Jelles, Pieter Balling, Jan Rieuwertsz, Jan Hendrik Glazemaker e, fra quelli più eminenti, Coenraad van Beuningen). Raccontava agli amici di aver persino subito un tentativo di assassinio una notte mentre tornava a casa e a riprova mostrava un mantello con il foro del pugnale. Dopo la morte del padre le sorelle cercarono di estrometterlo dall'eredità. Spinoza volle che i suoi diritti fossero rispettati e fece causa alle sorelle. Sebbene avesse vinto rinunciò a tutte le sue pretese e volle per sé semplicemente un letto con il baldacchino.
Prese dimora prima nel 1665 a Voorburg, sobborgo dell'Aia, e quindi nel 1670 definitivamente nella stessa città dove visse sino alla sua morte mantenendosi con il suo lavoro di tornitore di lenti. Soggiornò per tutta la vita in camere d'affitto e gli si attribuisce un solo legame sentimentale con la figlia del suo insegnante di latino. Aveva una piccola pensione dallo Stato e una rendita lasciatagli da un amico. Respinse altre offerte di aiuto economico e rifiutò la cattedra che gli era stata proposta a Heidelberg per non disperdere il suo tempo a insegnare ai giovani piuttosto che usarlo per approfondire la sua filosofia. Poiché non sapeva entro quali limiti andasse intesa la libertà di pensiero, che l'università gli assicurava a condizione che non fosse disturbata la religione pubblicamente costituita, così concludeva: 
Aveva uno stile di vita molto semplice, pur essendo contrario a ogni sciatteria di maniera:

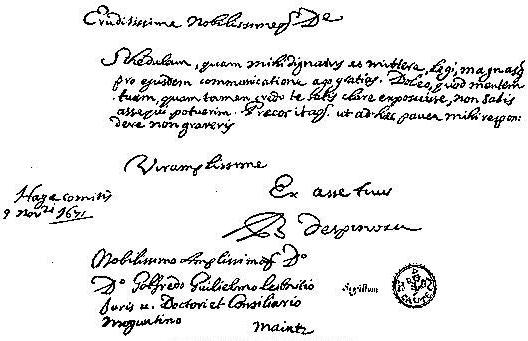
Lettera autografa di Spinoza a Leibniz

Spinoza aveva un'istintiva avversione per il clamore e la pubblicità. Molto prudentemente pubblicò le sue opere nell'anonimato rifiutando di trasformare l'episodio della sua scomunica in una polemica che avrebbe danneggiato l'unità della comunità ebraica. Non seguì l'esempio di Uriel da Costa, anch’egli scomunicato dalla Sinagoga di Amsterdam e morto suicida per protestare la sua libertà, ma allo stesso tempo espresse con fermezza il suo pensiero  religioso sull’immanenza di Dio e le sue convinzioni politiche sul tema della laicità dello Stato.
Tra le persone più eminenti che tennero carteggio con Spinoza si ricordano Enrico Oldenburg, segretario della Royal Society di Londra, von Tschirnhaus, Christiaan Huygens e Leibniz che lo andò a trovare nel 1676.

### Le prime opere
All'età di 29 anni e dopo la drammatica esperienza dell'espulsione dalla comunità ebraica, Spinoza pubblica i Principi della filosofia di Cartesio, con l'appendice Cogitata metaphysica, opera che gli diede fama di esegeta della filosofia cartesiana. In questa data (1661), si era già formata intorno a lui una cerchia di amici e discepoli, con i quali intratteneva un nutrito scambio epistolare, fonte preziosa sull'andamento della sua riflessione.
Iniziò la scrittura dell'Etica nel 1661 a Rijnsburg, per poi tentare di pubblicarla una prima volta nel 1664, con il titolo di Methodus inveniendi argumenta redacta ordine et tenore geometrico. La scelta di adottare il metodo geometrico corrispondeva all'intenzione di rendere immediatamente evidente il carattere di verità, dimostrabile ed eterna, che aveva la sua filosofia. In realtà, l'opera vide la luce solo dopo la sua morte, nella raccolta delle Opera Posthuma (1677), voluta e messa a punto dai suoi discepoli a pochi mesi dalla sua scomparsa, che comprende anche il Trattato sull'emendazione dell'intelletto, il Trattato politico, l'Epistolario e una grammatica ebraica, il Compendio di lingua ebraica (Compendium grammatices linguae hebraeae).

### Le accuse di empietà e blasfemia
La pubblicazione del Tractatus theologico-politicus (1670) suscitò notevole scandalo negli ambienti ecclesiastici, tanto cattolici quanto protestanti, e da essi si diffuse la cattiva fama di uno Spinoza empio e blasfemo.
La Chiesa cattolica inserì le sue opere nell'Indice dei libri proibiti nel marzo del 1679 e confermò la condanna nel 1690. Non si conoscono censure alle opere di Spinoza, forse mai redatte in quanto l'autore era ateo ex professo.
Cominciò così a formarsi quel mito di Spinoza ateo che trovò conferma, agli occhi dei suoi detrattori, con la pubblicazione (postuma) dell'Ethica, la cui prima parte, De Deo, sulla divinità, propone la definizione di Dio come l'unica e infinita sostanza. Già nel primo periodo dopo la sua morte, la dottrina di Spinoza, interpretata come ateismo e come tale ampiamente condannata, incontrò invece fortuna presso i libertini, che diffusero la fama di uno Spinoza ateo virtuoso. In realtà il suo acosmismo era espressione di un profondo sentire religioso, che rigettava ogni possibile autonomia del mondo rispetto a Dio, concepito perciò come immanente.

### La morte
Spinoza, affetto da congeniti disturbi respiratori, aggravati dalla polvere di vetro inalata a lungo nell'intaglio delle lenti morì di tubercolosi il 21 febbraio 1677, all'età di 44 anni. La sua eredità era così misera che la sorella Rebecca ritenne meno costoso respingerla.

## La filosofia
(Georg Wilhelm Friedrich Hegel, Lezioni sulla storia della filosofia, vol.III, 2, La Nuova Italia, Firenze, 1981, pag.137)
In vita, Spinoza fu noto come divulgatore dell'opera di Cartesio e, soprattutto per lo scalpore suscitato dal Trattato teologico-politico, opera nella quale l'autore difendeva a oltranza la libertà di pensiero da ogni ingerenza religiosa e statale, e gettava le basi della moderna esegesi biblica.
La sua più celebre opera filosofica fu l'Ethica more geometrico demonstrata ("Etica dimostrata con metodo geometrico"), pubblicata postuma nel 1677, dove il suo pensiero è esposto nel modo più sistematico e completo.
In essa, Spinoza si propose di risolvere le incongruenze ritenute proprie non solo della filosofia cartesiana, ma dell'intera tradizione occidentale, operando una sintesi originale tra la nuova scienza del suo tempo e la metafisica tradizionale neoplatonica.
Conciliò il dualismo mente/corpo facendo di Dio la causa immanente della natura (Deus sive Natura), che escludeva il creazionismo e una visione antropomorfa della divinità.
Avendo come fine ultimo l'etica, Spinoza intendeva proporre la sua stessa filosofia come un modo per «attraversare la vita non con paura e pianto, ma in serenità, letizia e ilarità.»
Il fondamento teorico dello spinozismo è il tentativo di dimostrazione rigorosa dell'assoluta necessità dell'essere e delle sue modificazioni. Si tratta quindi di un determinismo radicale, che Hegel chiamava acosmistico, cioè tale da non lasciare alcuno spazio né all’universo (cosmo, mondo), inteso come qualcosa di diverso da Dio, né al libero arbitrio dell’uomo.
La dottrina morale spinoziana presenta punti di contatto con lo stoicismo perché si propone il dominio della ragione sulle passioni, ma a differenza degli Stoici, per i quali la divinità come Logos informa il mondo e lo pervade tutto, per Spinoza il mondo è Dio, e ha realtà solo in Dio e non in sé stesso.

### Il fine del pensiero spinoziano
Il sistema filosofico spinoziano si basa su una sintesi tra la filosofia e il pensiero scientifico dei suoi tempi, da un lato, e la tradizione metafisica antica, medioevale e rinascimentale dall'altro. Fondato sulla fusione tra le sue necessità esistenziali e il bisogno politico di una società ordinata razionalmente, mira alla soluzione di un problema etico:
La stessa vita di Spinoza, con il rifiuto dei beni finiti e il distacco da ciò che ci presenta la sorte, testimonia il tentativo di raggiungere con certezza questo bene vero ed eterno. La conoscenza razionale è necessaria per raggiungere questo fine: distaccarsi dai beni materiali e porsi nella dimensione eterna del vero bene, liberandosi dai pregiudizi e dall'immaginazione.

### Da Cartesio: il dibattito metafisico

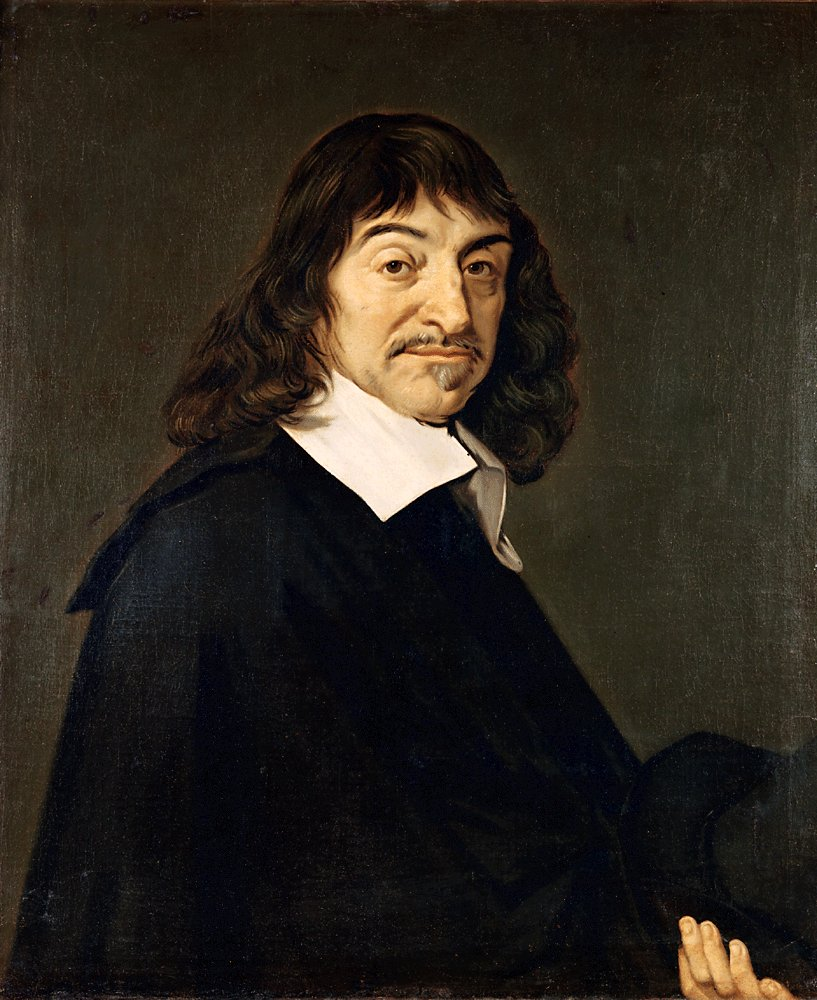
René Descartes, in un dipinto di Frans Hals

La ragione come strumento della ricerca del vero bene imponeva di accettare il criterio cartesiano dell'evidenza come segno di verità.
Ma per Spinoza il fondamento di ogni verità non è il "cogito" ma Dio al quale anche Cartesio aveva tentato di arrivare.
Il cogito ergo sum di Cartesio introduceva la necessità che il pensiero chiaro e distinto trovasse la sua corrispondenza nella realtà. Solo questo assicurava che si trattasse di vera razionalità e soltanto questo permetteva di superare il cosiddetto dubbio scettico, che sosteneva di essere certo del proprio pensiero (come si può dubitare di sé stessi? Come si può dubitare di dubitare?), ma dubitava appunto che al pensiero corrispondesse la realtà: la realtà infatti si acquisisce attraverso i sensi, che ci danno una falsa visione della realtà, stando a quanto avevano sostenuto filosofi come Socrate e Platone criticando gli antichi sofisti come Protagora.
Il criterio dell'evidenza, punto di partenza del Discorso sul metodo, ha sconfitto sì il dubbio scettico, ma ha fatto nascere la necessità dell'esistenza di due mondi, quello del pensiero (cogito) e quello della realtà (sum). E ciascuno di questi due mondi deve necessariamente far capo a una sostanza. Ma ecco che con Cartesio le sostanze sono due: la res cogitans (il pensiero) e la res extensa (la realtà). Questa impostazione origina diverse contraddizioni in termini: la sostanza è una e non può essere che una.
Cartesio pensa di superare questa difficoltà sostenendo che in effetti la sostanza è veramente unica: essa è Dio creatore sia della realtà sia del pensiero. Insomma la res cogitans e la res extensa hanno un denominatore comune che è Dio, di cui Cartesio si premura di mostrare razionalmente l'esistenza.
Su questo punto però la pretesa dimostrazione cartesiana di Dio incontra il suo limite: egli si serve del cogito ergo sum, delle regole del metodo (premessa) per dimostrare l'esistenza di un Dio perfetto e veridico (conclusione) e quindi la conclusione (esistenza di Dio di verità) gli dimostra la validità della premessa (la verità del cogito ergo sum). È questo quello che è stato definito, da alcuni critici, il "circolo vizioso" cartesiano, nel quale la premessa giustifica la conclusione e questa a sua volta giustifica la premessa.
La dimostrazione dell'esistenza di Dio avverrà invece per Spinoza con l'applicazione del metodo geometrico che assicura una visione non solo razionale ma anche intuitiva unitaria della realtà che è tutta rappresentata dalla definizione della sostanza unica.

### La scelta della materialità di Hobbes

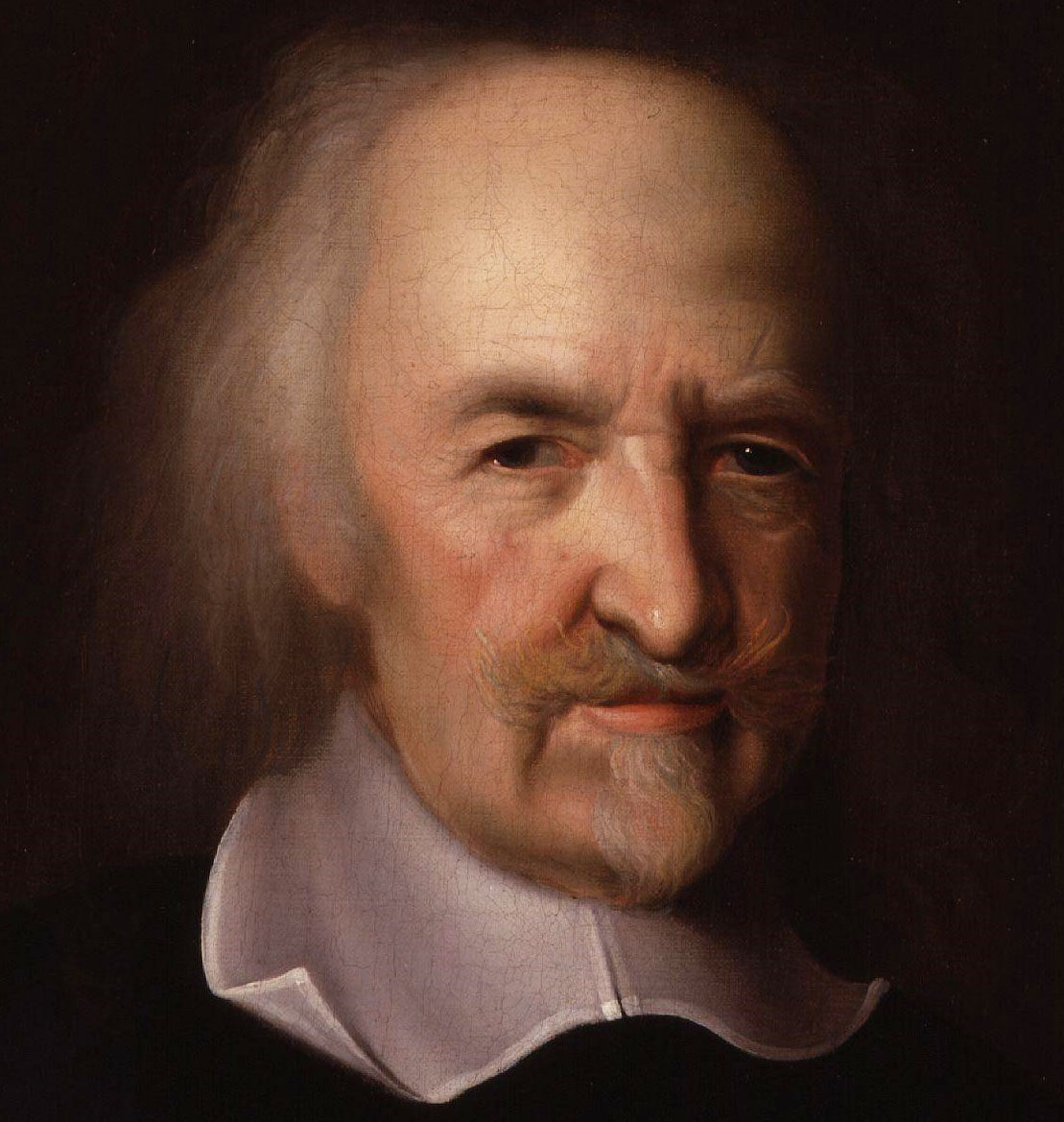
Thomas Hobbes in un ritratto di John Michael Wright (National Portrait Gallery, Londra)

Anche Hobbes si era esercitato con lo stesso problema della sostanza unica e aveva fatto la sua scelta coerente con la scuola di pensiero inglese tutta rivolta alla realtà empirica e materiale. La sostanza unica è la materia. Tutto è materia compreso lo stesso pensiero. Cos'è il pensiero se non linguaggio oggettivato? Quindi dall'analisi del linguaggio possiamo dedurre l'origine di tutto e il termine più semplice e originale è corpo con la sua caratteristica accidentale che è il moto. Il corpo infatti può essere in movimento ma anche in stato di quiete. E su questa sostanza corporea Hobbes costruisce il suo sistema materialistico meccanicistico deterministico onnicomprensivo.
Dal corpo quindi partono dei movimenti che vanno a colpire i nostri organi di senso che compressi reagiscono con un contromovimento che mette in azione l'immaginazione che crea immagini che si vanno a sovrapporre ai corpi da cui è venuto il moto iniziale. Ogni corpo è quindi coperto da un'immagine che non ci fa cogliere la vera realtà della cosa. Ma non basta: noi traduciamo ogni immagine in un nome, che è convenzionale e arbitrario. Quindi dalla vera realtà della cosa in sé ci separano due schermi: quello dell'immagine e quello del nome. Ecco allora che l'esigenza di certezze materiali che ispira la dottrina di Hobbes che vive nel turbolento periodo delle due rivoluzioni inglesi si traduce in un'interpretazione del reale, che nega la possibilità di conoscere direttamente la sostanza (fenomenismo).

### La soluzione di Spinoza
Per Spinoza la realtà nel suo complesso è pienamente intelligibile: non c'è nulla che possa a priori essere considerato inconoscibile. Tuttavia, ciò non significa che gli uomini possano godere di una conoscenza adeguata innata. Tutto al contrario, essi sono per lo più schiavi di conoscenze inadeguate, sorte dall'azione delle più disparate cause esterne che li portano a immaginare un gran numero di cose senza conoscerle affatto. Per elevarsi a una conoscenza adeguata della realtà, l'uomo deve quindi contenere la prepotenza dell'immaginazione e cercare di guadagnare una visione adeguata di Dio stesso, cioè del fondamento ultimo di tutta la realtà, immanente a essa come a tutte le sue manifestazioni.
L'uomo ha lo strumento della ragione per capire ma questo è uno strumento limitato. Infatti il fondamento del discorso razionale (almeno per come è definito nel secondo scolio della proposizione 40 della seconda parte dell'Etica), sono le nozioni comuni ossia degli elementi propri a molti oggetti, a partire dai quali è possibile inferire le regolarità e le leggi (anche in senso fisico-scientifico) cui sono sottoposti. Proprio per questo, tuttavia, la ragione non permette di conoscere l'essenza di nessuna cosa singola, colta nella sua specificità. La ragione è quindi sufficiente per fornirci alcune importantissime conoscenze adeguate, tra le quali rientra la stessa conoscenza di Dio come sostanza eterna, infinita, unica e immanente a tutte le cose. Tuttavia, risulta cieca davanti alla natura singola e unica di ciascuna di queste cose.
Se la ragione è insufficiente però l'uomo ha un altro strumento che gli consente di cogliere la conoscenza in modo immediato. Questo strumento è l'intuizione. Con questa possiamo arrivare al culmine del processo conoscitivo, possiamo arrivare a Dio.
Per Spinoza esiste quindi un terzo genere di conoscenza, che nell'Etica viene chiamata "scienza intuitiva" e che dovrebbe consentire proprio di conoscere adeguatamente l'essenza delle cose. Lo statuto di questo genere è però molto controverso tra gli studiosi del pensiero di Spinoza e vi sono state molte discussioni sia per identificare quale ne sia esattamente l'oggetto, e se Spinoza effettivamente ne fornisca esempi o se ne serva nelle sue opere.
Nelle prime formulazioni del suo pensiero (Trattato sull'emendazione dell'intelletto e Breve trattato su Dio, l’uomo e il suo bene questo genere è considerato l'unico davvero adeguato e veramente capace di farci unire immediatamente a Dio e conoscere adeguatamente la realtà. Nell'Etica, tuttavia, la sua trattazione è concentrata soprattutto nella seconda metà della quinta parte e molto spazio viene invece dato alla ragione, la cui adeguatezza è pienamente rivalutata.
Secondo lo studioso del pensiero spinoziano Paolo Cristofolini è falsa la concezione di Spinoza come un asceta lontano da ogni visione scientifica della realtà mentre esiste una forte vicinanza tra Spinoza e Galilei considerando che:
Spinoza sarebbe dunque portatore di una scienza intuitiva come conoscenza scientifica vera e propria, e al tempo stesso come un sapere diverso dalla scienza normale: una scienza nuova includente la società umana, il mondo delle passioni e della vita civile.

### La definizione "geometrica" della sostanza

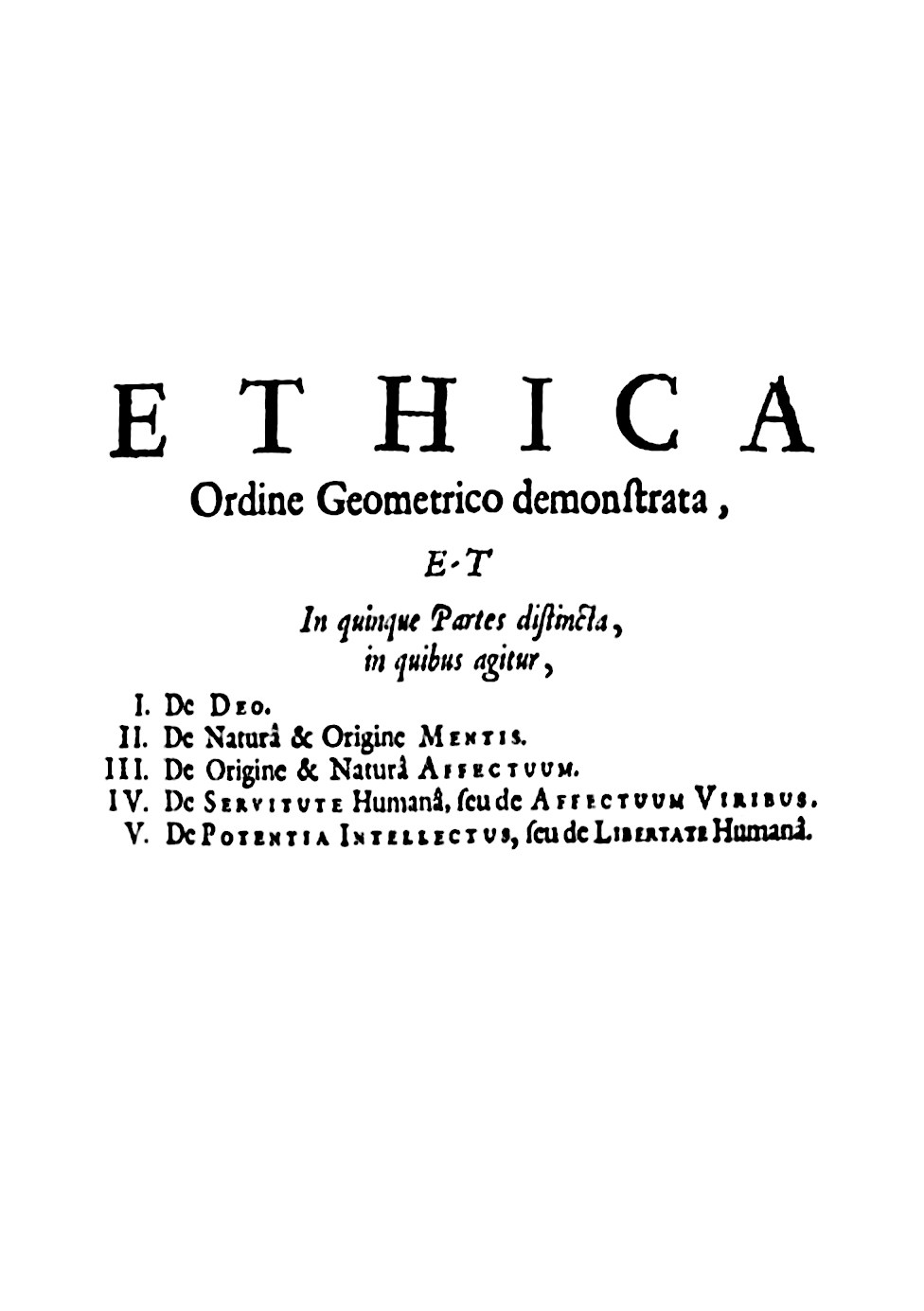
L'Ethica ordine geometrico demonstrata

Quando studiamo geometria noi non usiamo solo la ragione ma prevalentemente l'intuizione. La prima nozione necessaria per lo studio della geometria ad esempio è quella del punto e da questa si prosegue costruendo un intero edificio da un primo mattone che abbiamo accettato per vero ma che nessuno mai ci dimostrerà come vero. Questo non sarà mai possibile perché da un punto di vista razionale il punto è un'assurdità: è qualcosa che ad esempio costituisce con altri infiniti punti il segmento ma non ha una sua estensione reale. Il punto geometrico lo accettiamo solo intuitivamente.
Diamo allora una definizione della sostanza come facciamo per il punto geometrico e vediamo se è accettabile.
- «ciò che è in sé», vuol dire che è tutta in sé stessa ossia non dipende da un'altra cosa, perché se dipendesse da un'altra cosa non sarebbe più sostanza;
- «e viene concepita per sé», vuol dire che quando penso la sostanza la devo pensare con un concetto che riguarda lei e soltanto lei, non posso passare per altri concetti, come in una mediazione razionale, per arrivare a lei, perché altrimenti significherebbe che questi molteplici concetti che rimandano a più realtà farebbero sì che la sostanza non sarebbe più un'unica realtà com'essa è: quindi la sostanza può essere concepita solo intuitivamente, con un'apprensione immediata e non razionale-mediata della sua esistenza.
- «la sostanza deve avere in sé e non in un'altra cosa il principio della sua intelligibilità».

La sua esistenza non dipende dal fatto che ci sia un io a parlarne o a pensarla
«La Sostanza è una realtà oggettiva indipendente dalla mia esistenza».
Ciò significa che della sostanza do una definizione per capirla e non che la definizione la faccia esistere.
La sostanza è una realtà oggettiva concepita per sé stessa. Se questa sostanza può essere definita come ciò che è in sé e viene concepita per sé allora è una Causa sui (causa di sé stessa); in lei coincidono in un unico punto causa ed effetto, lei è nello stesso tempo madre e figlia: altrimenti sarebbe effetto di una causa che viene prima di lei e lei allora non sarebbe più la prima, come deve essere per la sostanza. È bene notare come il termine: "realtà oggettiva" non sia il frutto di uno sforzo tutto umano di razionalizzare ciò che la sostanza identifica, ma funge da strumento coattivo, che spinge la mente a decifrare un altrimenti inarrivabile universo circostante. La facoltà di discernere tra realtà concreta e realtà astratta conferisce forza al pensiero spinoziano , nonostante defezioni di una chiara ed esplicativa distinzione tra questi.
È definita Causa sui in quanto se si dovesse fare una distinzione tra l'essenza e l'esistenza, tra pensiero e realtà, per la sostanza questa distinzione non varrebbe perché essa non appena pensa immediatamente esiste (cfr. Cartesio). La sua essenza implica necessariamente l'esistenza. Se l'essenza è il mondo del pensare e l'esistenza è quello della realtà non appena appare la sostanza nel pensiero nello stesso originario atto, essa esiste.
Per Spinoza, al contrario di Cartesio, vale il cogitor ergo sum, sono pensato (dalla sostanza) dunque esisto, come il pensiero che è causa dell'esistenza delle idee ma resta immanente alle idee pensate.
Non ci può essere la distinzione tra il pensiero della sostanza come una realtà distinta dalla realtà dell'esistenza della sostanza. Altrimenti ci sarebbero due realtà mentre la sostanza è un'unica realtà.
Causa sui vuol dire allora che essa è unica, e non essendoci un'altra realtà che possa limitarla è quindi anche infinita e indivisibile, perché se fosse divisibile la sostanza non sarebbe più unica.
Se dunque l'essenza della sostanza implica l'esistenza allora pensiero e realtà coincidono.
Se la definizione della sostanza è tale per cui essa è:
- Causa sui
- Pensiero e realtà createsi in un unico originario atto (essenza ed esistenza)
- Unica
- Infinita
- Indivisibile

La sostanza è totalmente identificabile dunque con Dio, poiché le caratteristiche precedentemente elencate sono proprie della sostanza divina.

### Deus sive Natura
Questa "contraddizione razionale" che sta all'origine della definizione di sostanza è colta da Spinoza ma egli la continua a usare e risolve mirabilmente le contraddizioni razionali che seguono alla prima. Dio in uno stesso atto, pensiero originario, causa sé stesso ma causa anche tutte le cose, cioè essendo causa sui in Lui c'è l'origine di sé ma anche di tutto ciò che esiste, perché Egli è l'origine di ogni essenza e di ogni esistenza, è l'origine di tutta la realtà materiale e non materiale, poiché è l'uno-tutto. «Questo Dio impersonale di Spinoza non è il creatore del mondo [...] Dio è la causa, non trascendente, ma immanente, di tutte le cose e di se stesso». Quando crea sé stesso contemporaneamente appare l'universo e l'universo è Egli stesso, donde la celebre frase Deus sive Natura (Dio, ovvero la Natura). 
Non c'è differenza tra Egli e tutte le cose; cioè non esiste alcuna cosa, al di fuori di Dio, che possa in qualche modo costituirne un limite. Il triangolo è Dio, ma il triangolo è anche la somma degli angoli interni uguale a 180 gradi, quindi come il triangolo è Dio anche la somma degli angoli interni è il triangolo, e anche tutte le cose sono Dio, quindi causa (il triangolo, Dio) ed effetto (la somma degli angoli interni, la Natura) coincidono. Però qui sorge una contraddizione: se Dio si identifica con la natura, allora la natura è perfetta come Dio? Ma dov'è la perfezione della natura? È questo il problema che Spinoza affronta inizialmente discutendo della teoria della doppia causalità.

### La doppia causalità
Spinoza dice che ci sono due tipi di causalità. La causalità di Dio è diversa da quella più comune che è quella transitiva in cui la causa passa nell'effetto (per esempio il calore del fuoco passa, transita nell'acqua scaldata), ma c'è anche una causalità immanente in cui l'effetto permane nella causa (ad esempio: pensiero=causa e idee=effetto; le idee come effetto della causa pensiero permangono nel pensiero stesso).
Dio è nel mondo, il mondo è in Dio. Se la causalità divina è immanente, se in Dio non c'è differenza tra causa ed effetto, se Dio è in tutto e tutto è in Dio e, se Deus sive Natura, allora la natura ha le stesse caratteristiche di Dio.

### Volontà e intelletto
Prima di spiegare il problema della perfezione della natura occorre però chiarire altre questioni. La tradizionale concezione di Dio è che egli sia una persona dotata di volontà e intelletto rendendolo così trascendente e diverso da tutto.
Ma Spinoza dice che tra Dio e le cose non c'è differenza: allora il Dio di Spinoza è una potenza impersonale, perché se fosse personale si distinguerebbe dalle cose.
Dio in effetti quando fa esistere sé stesso con sé fa esistere tutte le cose connesse con Lui, come le proprietà del triangolo sono connesse con Lui.

## Le caratteristiche di Dio
Quando definiamo Dio cerchiamo di definirlo nei suoi attributi, che però non possiamo limitare a una certa categoria: dovremo riferire a Lui tutti gli attributi possibili e immaginabili e ciascuno di essi deve essere infinito e perfetto nel suo genere, esattamente come Dio: e ciascuno di essi è eterno come Dio, perché gli attributi sono Dio stesso.
Gli attributi non sono un nostro modo di concepire Dio (o la sostanza): sono la reale espressione di Dio (Dio o tutti gli attributi di Dio), e anche se noi non li concepissimo, Egli li avrebbe ugualmente, perché la sostanza sussiste di una sua propria realtà indipendente dal soggetto pensante.
Ma tutti gli attributi che noi possiamo immaginare di Dio si riducono sostanzialmente a due, gli unici che noi riusciamo effettivamente a conoscere: pensiero ed estensione (res cogitans e res extensa, per usare i termini di Cartesio).
I modi, invece, sono le "affezioni" della sostanza e ne costituiscono le "modificazioni accidentali", ovvero le manifestazioni particolari degli attributi che nella loro infinità coincidono con Dio. I modi sono quindi i singoli corpi (modificazioni accidentali dell'estensione), e le singole idee (modificazioni del pensiero). In questo senso i modi non hanno sostanzialità in quanto esistono e possono essere pensati soltanto in virtù degli attributi della Sostanza. Il sostegno di ogni realtà dunque è Dio, unica sostanza infinita.

### La differenza con Cartesio
A differenza di Cartesio, che le intende come due distinte sostanze, la res cogitans e la res extensa per Spinoza sono due attributi di Dio, due forme con cui l'unica sostanza divina si manifesta a noi come il complesso di tutti i fenomeni naturali - cioè di tutto ciò che riguarda la materia - e di tutti i fenomeni non materiali, cioè di tutto ciò che riguarda il pensiero.
Quindi tutte le realtà materiali derivano dall'attributo dell'estensione, e tutte le realtà non materiali derivano dall'attributo del pensiero: in altri termini, e usando le parole stesse di Spinoza, le cose e le idee sono i modi di essere rispettivamente dell'attributo “estensione” e dell'attributo “pensiero”.
C'è perfetta identità tra Dio e i suoi attributi. Infatti quando pensiamo il pensiero e l'estensione li concepiamo in sé e per sé, intuitivamente, in maniera diretta e non mediata da altri concetti, come facciamo per la concezione della sostanza. Così, mentre l'estensione si concepisce in sé e per sé (come la sostanza, come Dio e quindi anche gli attributi), il movimento, ad esempio, si può capire solo facendo riferimento a qualcosa che ha in sé l'estensione, per cui il movimento è un modo dell'estensione. Allo stesso modo, se penso un'idea, la potrò pensare solo facendo riferimento al pensiero, per cui quell'idea è un modo del pensiero. I modi dunque non sono concepibili in sé e per sé, ma sono resi concepibili dagli attributi, ovverosia dalla sostanza.

### La natura perfetta come Dio
I singoli modi, cioè le singole cose connesse col pensiero e con l'estensione, sono naturalmente contingenti e imperfetti ma l'insieme, la totalità dei modi è perfetta come è perfetta la sostanza. È solo la visione irrazionale individuale a farci vedere l'imperfezione delle cose. Se io potessi contemplare il mondo materiale e non materiale nella sua totalità allora coglierei la mirabile perfezione del tutto.
Ogni modo finito è prodotto da un altro modo finito, cioè l'universo è come una catena di anelli infiniti di causa effetto. Ma Dio non è la causa efficiente di ogni modo, non è il primo anello della catena ma è la catena stessa. Cioè se definiamo Dio come Natura naturans questa coincide con la Natura naturata.
- Natura naturans come causa e come Dio in sé;
- Natura naturata come l'insieme dei modi e come Dio espresso.

Dio è natura che si fa natura. Tutto ciò che appare bene, male o imperfezione, dipende dalla nostra immaginazione che dà un'interpretazione soggettiva e non coglie il mirabile ordinamento del tutto.
"Le cose sono state prodotte da Dio con somma perfezione perché sono state conseguite con somma precisione che è perfettissima".
In questo senso la filosofia di Spinoza prende l'aspetto di una vera e propria "religione della scienza", quella che si avvicina più alla ragione che alla fede e a cui si arriva attraverso una conoscenza approfondita della natura in cui si scopre la meravigliosa perfezione dell'infinito: torna alla mente la ricerca della perfezione nella Natura di Leonardo che cerca di cogliere Dio nella perfetta trama dei fenomeni naturali.

### La critica della concezione creazionistica
Spinoza stravolge la tradizionale concezione di quel Dio che già aveva contestato come Dio personale e trascendente.
Che Dio crei significa che a un certo momento crei il meglio, ma se crea il meglio significa che sceglie ma è impossibile pensare che Dio scelga perché questo lo farebbe cadere nell'imperfezione; scegliere infatti è proprio di chi si trova di fronte a delle alternative. Dio nella sua azione non ha alternative, egli è perfetto e quindi non sceglie poiché è onnipotente.
Pensare invece che la libertà divina si realizzi scegliendo e creando significa sminuire l'onnipotenza di Dio:
Ma se Dio non sceglie allora non è libero, cioè egli è stato costretto a creare l'unico universo possibile, perfetto come è perfetto Egli stesso.
- Libero sceglie tra mondi possibili e crea il meglio (Leibniz);
- ma allora è imperfetto;
- non sceglie, con Lui appare l'unico mondo perfetto come è perfetto Egli stesso;
- ma se non sceglie, non è libero, è necessitato.

Ma come si fa pensare a un Dio che non sia libero?
Spinoza introduce il concetto di autonomia dove coincidono libertà e necessità. Cioè Dio obbedisce a una legge che egli stesso si è dato, quindi è necessitato perché obbedisce, ma è libero perché questa legge se l'è data da solo, cioè questa legge è la sua stessa natura, la sua stessa realtà, e obbedendo a essa realizza sé stesso. È una legge per il triangolo avere la somma degli angoli interni uguale a 180 gradi ma solo così per questa legge il triangolo si realizza, è quello che è.

### La critica della concezione finalistica di Dio
Noi sentiamo dire che Dio fa tutto in vista del bene, quindi la stessa creazione Dio la farebbe in vista del bene. Se ciò fosse vero ci sarebbe un principio, quello del Bene, estraneo a Dio e che Dio in un certo modo deve osservare, cioè ci sarebbe un principio buono a cui Dio è sottoposto. Ma Dio non agisce in vista del bene. Dio in quanto "Causa sui" si realizza in sé stesso e niente più.
Ma perché molte religioni parlano di un Dio che agisce sempre per il conseguimento del bene? L'errore è nella natura stessa degli uomini che credono di essere liberi e pensano di scegliere tra alternative in vista di principi (come per esempio in vista del bene) e attribuiscono questo loro comportamento, ritenuto erroneamente libero, anche a Dio. In realtà gli uomini nascono senza conoscere la causa delle cose e credono di essere liberi, ma in effetti essi non conoscono le cause che determinano il loro comportamento: se le conoscessero fino in fondo si renderebbero conto che la loro volontà non si indirizza liberamente in vista di un fine ma che essi invece si comportano come non possono fare a meno di comportarsi e che la loro azione non poteva essere diversamente da quella che è stata. La loro libertà nel mondo è apparente. Dio ha già "prestabilito" tutto e noi facciamo parte di Lui, facciamo parte di un perfetto meccanismo stabilito per "eterno decreto" da Dio e coincidente con Lui stesso.
Il secondo motivo che porta alla concezione finalistica è che tutti gli uomini tendono a conseguire il loro utile e nella natura trovano molte cose che li aiutano a credere in questo e allora immaginano che tutta la realtà sia stata creata da una volontà simile alla loro in vista del perfezionamento dell'uomo stesso. Dio cioè ha creato il mondo secondo un principio che per l'uomo è l'utile e che per Dio è quello del perfezionamento dell'uomo: ma questo non è vero, gli uomini credono che Dio sia uguale a loro, ma Dio, invero, ha creato solo sé stesso coincidendo con la natura.
Credere che l'uomo sia libero e che possa agire liberamente per realizzare i suoi fini e per conseguire l'utile porta a una serie di conseguenze:
- 1) la superstizione:

gli uomini pensano la divinità in funzione di loro stessi e quindi credono di propiziarsi Dio con inutili pratiche di culto perché così essi superstiziosamente ritengono che Dio possa aiutarli nella ricerca dell'utile;
- 2) l'ignoranza,

se noi insistiamo a credere nella concezione finalistica quando poi alla fine ci capitano avvenimenti imprevisti e negativi, inspiegabili e contrastanti con l'idea di un Dio buono e provvidenziale allora ricorriamo alla formula che tutto avviene per "volontà di Dio".
Ma ricorrere alla volontà di Dio è il "rifugio degli ignoranti" ("asylum ignorantiae").

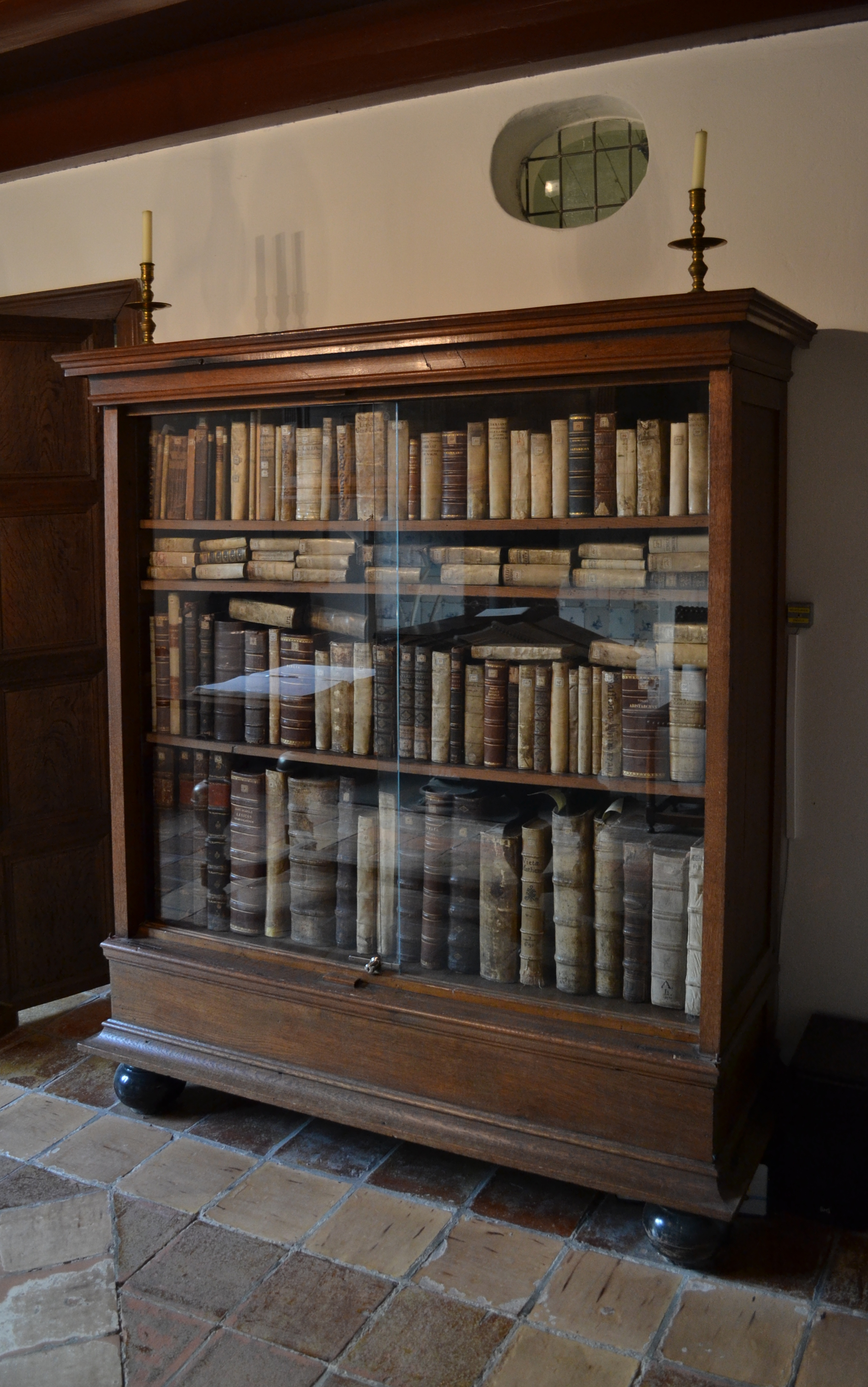
La biblioteca di Spinoza è stata quasi completamente ricostruita con le stesse edizioni che il filosofo possedeva, ed è conservata nella casa museo di Spinoza a Rijnsburg

Gli uomini hanno reso imperfetto Dio facendolo agire per un fine a cui Egli stesso sarebbe poi subordinato. Se invece ci convinciamo che volontà e intelletto, mente e corpo, sono in Dio la stessa cosa, cioè che la mente è un modo dell'attributo pensiero e il corpo un modo dell'attributo estensione - poiché pensiero ed estensione sono i due attributi dell'unica sostanza divina anzi sono essi stessi la sostanza divina - allora non essendo l'intelletto, distinto dalla volontà, e quindi non essendoci libero arbitrio, nel senso di un intelletto che guidi liberamente la volontà, noi dobbiamo vivere nel mondo non cercando un fine e pensando di poterlo trovare liberamente ma convincendoci che l'uomo è compartecipe della natura divina e quindi può vivere tranquillo e sereno «sopportando l'uno e l'altro volto della fortuna, giacché tutto segue dall'eterno decreto di Dio con la medesima necessità con cui dall'essenza del triangolo segue che i suoi tre angoli sono uguali a due retti [...] Non odiare, non disprezzare, non deridere, non adirarsi con nessuno, non invidiare in quanto negli altri come in te non c'è una libera volontà (tutto avviene perché così è stato deciso)»

## Il determinismo logico
Il rapporto che intercorre tra causa ed effetto può essere tradotto in un rapporto tra premessa e conseguenza; viene dunque a coincidere la necessità causale con la necessità logica (qui Spinoza sembra rifarsi ad Aristotele, il quale aveva affermato l'identità di sostanza e principio di non contraddizione). Infatti, se b può essere spiegato in modo adeguato da a, allora a sarà la causa di b e questo deriverà da a in modo logicamente necessario. Ora, se senza Dio nessuna cosa potrebbe essere concepita, Dio è la causa di tutte le cose. Per questo, propria dell'essenza divina non sarà nessuna cosa se non la potenza (tesi vicina a quella della sovrabbondanza d'essere concepita dal neoplatonismo).
Spinoza ritiene contraddittorio affermare che in un determinato istante avvenga un certo fenomeno, per lui è come negare che dal triangolo discendano tutte le sue proprietà. Lo stesso vale per Dio: è impossibile, cioè, che da Lui non seguano tutti gli effetti di cui è capace, e dunque il mondo in cui viviamo è l'unico mondo possibile ed è nello stesso tempo perfetto. È questo il forte determinismo di Spinoza, che sarà criticato da Leibniz non in quanto scorretto dal punto di vista ontologico, ma da quello antropologico, infatti negava il libero arbitrio dell'uomo.
Per Spinoza non solo tutti i fenomeni devono verificarsi necessariamente, ma questa è anche una necessità di tipo logico, in quanto sarebbe contraddittorio il suo non verificarsi. Ecco quindi confutata l'esistenza di caso e contingenza.
Da quanto detto si evince che il Dio di Spinoza non è un Dio libero, o meglio, lo è, ma solo nel senso che egli non è determinato da altro nel suo agire. Determinati sono invece gli enti finiti, dunque anche l'uomo, che finisce così per perdere il suo libero arbitrio. Tuttavia non necessariamente in Spinoza si può parlare di un determinismo assoluto poiché:

## Sul tempo
Il tempo non è qualcosa che appartiene a Dio come sosteneva Agostino d'Ippona, che peraltro aveva sottolineato anche la sua dimensione soggettiva (tempo come "distensione dell'anima), ma nemmeno un ente da lui separato. Il tempo infinito, in quanto estensione indivisibile è invece un modo riferibile come attributo alla Sostanza.
Collocare un dato fenomeno nel tempo significa infatti porlo dopo le sue cause e prima delle sue conseguenze; per questo il tempo rientra nella dimensione dell'estensione spaziale.
Se l'uomo osserva un fenomeno (per esempio il movimento di una palla), conoscendo tutte le sue cause e tutte le sue premesse, potrà arrivare a un'affermazione priva di ogni riferimento al tempo, quindi vera sempre (la palla si muove). Tuttavia l'uomo non può conoscere tutte le cause e le conseguenze delle cose, ed è per questo che egli vede le cose nascere e perire: vede le cose sub specie temporis. Dio, al contrario, conosce tutte le cause e tutte le conseguenze di tutte le cose, in quanto presenti nel suo intelletto, e dunque vede le cose sub specie aeternitatis: per lui le cose non nascono né periscono, ma sono eterne.

## La riflessione religiosa e quella politica

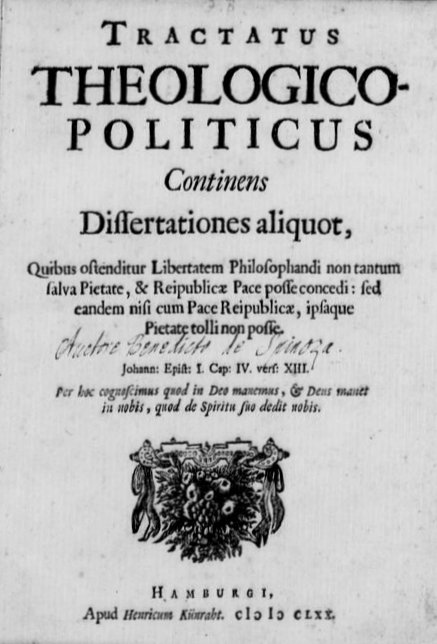
Il Tractatus theologico-politicus

La situazione storica dei Paesi Bassi in quel tempo era caratterizzata da continue lotte politiche tra un partito repubblicano e uno monarchico a sostegno della Casa d'Orange-Nassau; a tali dispute si intrecciavano violenti movimenti religiosi che vedevano da una parte varie sette riformate e dall'altra la Chiesa Calvinista.
In questo clima storico, nel 1670 Spinoza aveva pubblicato, anonimo, il Trattato teologico-politico, opera che suscitò un clamore e uno sdegno generali, in quanto presentava un'accurata analisi dell'Antico Testamento, e in special modo del "Pentateuco", tendente a negare l'origine divina del libro.
Né la fede, né la tradizione sostiene Spinoza possono condurci alla corretta esegesi della Scrittura:
Considerando dunque che il lume naturale [la ragione] è tenuto in dispregio e anzi da molti persino condannato come fonte di empietà, che le suggestioni umane son ritenute insegnamenti divini e che la credulità è presa per fede, che nella Chiesa e nello Stato si sollevano con appassionata animosità le controversie dei filosofi; accorgendomi che questo costume genera ferocissime ostilità e dissidi, dai quali facilmente gli uomini sono portati alla sedizione, nonché molti altri mali che qui sarebbe troppo lungo enumerare, ho fermamente deciso di sottoporre la Scrittura ad un nuovo libero e spassionato esame e di non fare nessuna affermazione e di non accettare come suo insegnamento nulla di cui non potessi avere dal testo una prova più che evidente.»
La Scrittura viene infatti trattata come un prodotto storico - un insieme di testi redatti da uomini diversi in diverse epoche storiche - e non come il mezzo privilegiato della rivelazione di Dio all'uomo. Le profezie narrate nel testo sacro vengono spiegate ricorrendo alla facoltà della "immaginazione" di coloro che le hanno pronunciate, mentre gli eventi miracolosi, privati di qualsiasi consistenza reale, vengono definiti come accadimenti che gli uomini non riescono a spiegarsi e che per questo, per l'ignoranza delle cause che li hanno prodotti, essi finiscono per attribuire a un intervento soprannaturale.
A differenza di Hobbes, Spinoza afferma che lo stato ideale non è quello assoluto autoritario, quindi con un monarca con potere inscindibile e irrevocabile. Scrive Spinoza a un suo corrispondente negli anni 1670:
Il potere dello Stato cioè, emana dal diritto e deve essere commisurato all'autorità che egli è capace di esprimere nei confronti dei cittadini.
Un vero Stato deve essere retto da un monarca assoluto, ma non dispotico. Se infatti lo fosse, priverebbe i cittadini della libertà di parola e quindi in pratica non saprebbe come comportarsi per il bene comune. Inoltre secondo Spinoza l'assolutismo autoritario è la più fittizia forma di governo che ci sia, dal momento che si occupa di limitare con continui sforzi la libertà, che però essendo intrinseca al cittadino, non può mai essere soffocata totalmente: dunque gli sforzi del governo sarebbero allo stesso tempo sistematici, ma vani.
Infine, il Trattato teologico-politico sostiene la necessità per uno Stato di garantire ai suoi cittadini libertà di pensiero, di espressione e di religione attraverso una politica di tolleranza di tutte le confessioni e di tutti i credi, senza interferenze in questioni che non riguardino la sicurezza e la pace della società. In nome di questa libertà di coscienza Spinoza pretende l'assoluta laicità dello Stato. L'autorità religiosa non si deve intromettere nelle convinzioni di coscienza dei singoli cittadini; chi è credente obbedirà alla gerarchia della sua Chiesa e dovrà limitarsi a quanto la sua fede prescrive cercando di essere giusto e caritatevole verso il prossimo.
Del resto un'analisi storica della Bibbia, sostiene Spinoza, conferma che questo è l'insegnamento dei profeti e degli apostoli una volta che lo si sia purificato dal loro carattere individuale e dalle incrostazioni dipendenti dalla mentalità e dalle epoche storiche in cui questi hanno vissuto. Qui il Dio di Spinoza ha ancora una configurazione personalistica che sarà negata nell'Ethica, ma tuttavia, sottoponendola a una purificazione razionalista, gli appare chiaro che la fede serve a indirizzare alla virtù gli uomini più semplici mentre la verità è riservata alla ragione filosofica.
Nelle pagine conclusive, il filosofo olandese addita come modello di convivenza pacifica, pur nella diversità, la città di Amsterdam e le Province Unite olandesi.
Nonostante l'anonimato, Spinoza venne presto riconosciuto come autore dell'opera, che venne messa al bando dalle autorità olandesi a partire dal 1674, insieme con il Leviatano di Thomas Hobbes.
In una lettera scritta nel dicembre del 1675 e inviata ad Albert Burgh (strenuo difensore del Cattolicesimo), Spinoza spiega chiaramente il suo punto di vista sia sul Cattolicesimo sia sull'Islam. Spinoza afferma che entrambe le religioni sono fatte "per ingannare i popoli e per vincolare le menti degli uomini". Inoltre afferma che l'Islam supera di gran lunga il Cattolicesimo in ciò.

## Il modello della natura umana
La filosofia classica ha da sempre riguardato il conseguimento del benessere personale (eudaimonìa). Basta pensare a filosofi come Platone, Aristotele, o Socrate, così come per i cinici, gli scettici e gli stoici. Anche nei filosofi cristiani possiamo riscontrare lo stesso obiettivo, anche se veniva inteso come beatitudine e salvezza in un contesto che, ovviamente, includeva un Dio provvidenziale. Spinoza si inserisce nella tradizione eudemonica, anche se si è tentati di concentrare l’attenzione sulla visione “eretica” del Deus sive Natura dell’ “Etica” o sulla critica di ciò che viene comunemente considerato religione nel “Trattato teologico-politico”. L’obiettivo della filosofia di Spinoza era tuttavia quello di indicare una via per l’uomo verso il benessere e verso una sorta di stato di perfezione in cui l’uomo, raggiungendo un livello di vera prosperità, si avvicina, per certi aspetti all’immagine di Dio (o della Natura stessa). Lo scopo è dunque rispondere alla domanda “Qual è una buona vita?”.
Considerando che Spinoza afferma che “Per quel che riguarda il bene e il male, neanch’essi indicano qualcosa di positivo nelle cose, in sé cioè considerate, ed essi non sono altro se non modi del pensare o nozioni che formiamo perché confrontiamo le cose tra di loro”, secondo il filosofo non ci sarebbe niente di veramente buono o cattivo, ma dipende tutto dalla mente di chi osserva. Bene e male non sono delle realtà o qualcosa che abbia esistenza ma solo modi di pensare, nozioni valutative. La domanda si riduce dunque a “esiste un criterio oggettivo per giudicare “buona” la vita di una persona?” Spinoza trova questo criterio in ciò che definisce “il modello della natura umana" (exemplar naturae humanae), un modello appunto non soggettivo che si basa sulla natura stessa e sul significato di essere umano. Un individuo sarà dunque più o meno perfetto in base a quanto vicino si trovi rispetto al modello, e più o meno buono in base al contributo della sua azione nel raggiungimento del modello.
È necessario dunque capire prima cosa sia per Spinoza l’essere umano. Molto di ciò che ha da dire il filosofo riguardo all’uomo ha a che fare con la sua concezione di Dio o Natura. L’essenza fondamentale di Dio o della Natura è la potenza, che è infinita. L’uomo e la mente umana, facendo parte della Natura, sono una particella finita di questa potenza infinita. Spinoza chiama la particella finita di potenza che forma ogni cosa in Natura, conatus (vagamente traducibile come “impulso”). Il conatus è “potenza d’agire”, che in ogni cosa finita rappresenta lo sforzo di autoconservarsi come tale. Questo vale ovviamente anche per l’uomo. Il conatus dunque, è sia la resistenza a ciò che potrebbe indebolire e diminuire la potenza di un individuo ma anche il desiderio di ciò che ne aumenterebbe, appunto, la potenza. Questo, pur rimanendo sempre "attivo",  non rimane invariato per tutta la vita di una persona. Il cambiamento di potenza di un individuo sia nel male che nel bene è determinato dagli “affetti”. Spinoza risulta estremamente affascinato dall’emotività umana, infatti afferma che gli affetti sono fortemente condizionati non solo dal numero di persone coinvolte ma anche dal carattere di esse.
Dunque il modello verso cui aspirerà l’uomo sarà il cosiddetto “conatus supremo”, che è il livello di accrescimento verso cui ogni individuo tende per sua stessa natura. Questo standard oggettivo può servire quindi anche come parametro per esprimere giudizi oggettivi su ciò che è buono e ciò che è cattivo. Qualcosa sarà buono se contribuisce allo sforzo di accrescimento della potenza dell’individuo, e al contrario, qualcosa sarà cattivo se interferisce con lo sforzo che porta l’individuo a perseguire il modello ideale.
Spinoza parla infatti di “uomo perfetto” nel “Breve trattato su Dio, l’uomo e il suo bene” definendolo come “quell’uomo che si unisce a Dio (che è l’essere perfettissimo) e di lui così gode”. Tale condizione è ripresa anche nell’Etica con il nome di “uomo libero”. Benché l’uomo libero rappresenti un ideale quasi irraggiungibile, al quale l’uomo può accostarsi solo asintoticamente, poiché un individuo dovrebbe essere privo di qualsiasi passione e non sottoposto agli affetti passivi, tuttavia esso trova un fondamento metafisico nella nostra stessa natura umana. Dunque, finché una persona fa ciò che è espressione della sua sola natura, essa è attiva e libera, quando invece fa ciò che è espressione anche della natura delle cose esterne allora è passiva e non libera. Un individuo è quindi schiavo quando è sollecitato da idee inadeguate, ovvero da quelle convinzioni derivanti dai sensi e dall’immaginazione, “le azioni della Mente nascono solo da idee adeguate; le passioni invece dipendono soltanto da idee inadeguate”.
Il problema è che l’individuo, essendo parte della Natura, non può non avvertire gli affetti esterni. Questo potrebbe far pensare che il modello della natura umana sia effettivamente irrangiungibile, poiché gli esseri umani reali sperimentano sempre le passioni. Soprattutto, siccome l’unico essere che è completamente libero dalle passioni è Dio, cercare di raggiungere la condizione di uomo libero sarebbe come sforzarsi di essere Dio.  Tuttavia, la libertà per Spinoza non consiste nel non avere passioni, ma nel fatto che le idee adeguate devono essere più forti nei loro affetti delle idee inadeguate. L’uomo libero può “frenare” le sue passioni o trasformarle in idee adeguate attraverso la sua “fortitudo”.
Si parla infatti di akrasìa, o debolezza di volontà, quando accade che un’idea adeguata entra in conflitto con una passione che spesso riesce a fuorviare la persona dal raggiungimento del modello. Questo processo avviene la maggior parte delle volte nel caso in cui l’idea razionale o adeguata promette il raggiungimento del bene in un futuro lontano, mentre l’idea inadeguata riguarda un piacere più vicino nel tempo. La persona libera quindi non soffrirà mai di akrasia, non sacrificherà mai un bene minore per uno maggiore, o un piacere futuro per uno immediato, poiché le sue priorità sono stabilite dalla ragione, che gli fa vedere ogni cosa nella sua vera necessità naturale e secondo quella che Spinoza definisce sub specie aeternitatis (la prospettiva dell’eternità), essa vede le cose come le vede Dio, senza una collocazione cronologica.

### Associazioni
La persona libera è una persona razionalmente virtuosa, che riceve gioia dal condurre la propria vita assieme a coloro che vivono, come lei, secondo la guida della ragione. Essa dunque tenderà a formare associazioni e si unirà agli altri, poiché essi rappresentano un rafforzamento del suo stesso comportamento razionale.

### Suicidio e morte
Grazie a queste conclusioni possiamo dunque giungere alla concezione che ha la persona libera del suicidio. La ragione nell'uomo libero non comanda niente che sia contrario alla nostra natura. La persona che quindi esercita con successo il conatus e si sforza di perseverare, non penserà mai al suicidio. Tuttavia riconosciamo che se un individuo è libero e razionale, ha una percezione consapevole di ciò che il suo futuro comporta rispetto al suo benessere e alla sua potenza d’agire. L'individuo quindi capirà se la sua vita porta al raggiungimento della perfezione o se al contrario, comporterà una diminuzione del suo conatus. La sua natura di uomo, che consiste nel perseverare in ciò che aumenta la sua virtù, riterrà preferibile, in quel caso, porre fine alla propria vita. Per la persona libera il fine non è quello di vivere un’esistenza duratura, poiché l’esistenza è solo una condizione necessaria per perseverare nella virtù e raggiungere il modello della natura umana. Se questo non è possibile, l’esistenza non è più necessaria.
Parte della conoscenza adeguata dell’uomo consiste nella comprensione del suo posto nella natura, che lo rende consapevole del fatto che è solo un modo finito che sta godendo di un’esistenza solo temporanea. Come affronta la morte l’uomo libero? Spinoza ritiene che il modo razionale per affrontare la morte sia quello di non pensarci affatto.
“L’uomo libero a nessuna cosa pensa meno che alla morte; e la sua sapienza è una meditazione non della morte, ma della vita”.
La persona libera nella sua vita non fugge dalla morte, bensì gode della propria potenza e del rapporto con Dio o Natura. Persegue ciò che è bene non per paura, ma per il semplice motivo che è ciò che la ragione gli consiglia di fare. Anziché la paura irrazionale della morte, essa conosce la gioia razionale della vita. Anche perché la persona libera sa che non esiste una vita ultraterrena, nessun regno post mortem di ricompensa o punizione. Altrimenti la vita della persona libera sarebbe governata soltanto dalle passioni della speranza e della paura. Le emozioni generate dalla sorte della nostra anima possono essere estremamente forti e dominare gli affetti della nostra vita. Spinoza, minando la fede nell’immortalità, sta cercando di indebolire l’influenza che, come egli teme, la classe clericale esercita sempre più sulle menti e sulla politica, andando ad attaccare la loro arma più potente.

## Opere
- 1660. Korte Verhandeling van God, de Mensch en deszelvs Welstand (Breve trattato su Dio, l'uomo e il suo bene)
  - a cura di Nicola Checchia, Carabba, Lanciano 1911; ristampa anastatica dell'ed. 1914, ivi 2009
  - trad. Giuseppe Semerari, Sansoni, Firenze 1953
  - a cura di Giovanni Casertano, Il tripode, Napoli-Firenze 1969 (antologia)
  - a cura di Filippo Mignini, Japadre, L'Aquila 1986
  - a cura di Ercole Chiari, Canova Edizioni di scuola e cultura, Dosson di Casier 2002
- 1662. Tractatus de Intellectus Emendatione (Trattato sull'emendazione dell'intelletto) (incompiuto)
  -  in Opera quae supersunt omnia, a cura di Carl Hermann Bruder Lipsia, 1844, su books.google.it.
  - a cura di Omero Domenico Bianca, La Stampa, Torino 1942
  - a cura di Armando Carlini, Istituto Editoriale Italiano, Milano 1950 (estratti con il titolo La riforma della intelligenza)
  - Boringhieri, Torino 1962 (con Principi della filosofia cartesiana e Pensieri metafisici); poi a cura di Enrico de Angelis, SE, Milano 1990
  - trad. Marco Berté, Liviana, Padova 1966
  - a cura di Lino Rossi, Radar, Padova 1969
  - a cura di Emilia Giancotti Boscherini, Le Monnier, Firenze 1982 (antologia come Il sistema filosofico e la teoria politica)
  - a cura di Filippo Mignini, in Opere, Mondadori, Milano 2007
  - a cura di Michele Lavazza, Edizioni del Foglio Spinoziano, 2016
- 1663. Principia Philosophiae Cartesianae - Cogitata metaphysica (Principi della filosofia di Cartesio e Pensieri metafisici) (incompiuto)
  - trad. in Enrico Garulli, Saggi su Spinoza, con traduzione dei Cogitata metaphysica, Tipografia Steu, Urbino 1958
  - Boringhieri, Torino 1962 (con Emendazione dell'intelletto e Pensieri metafisici); poi a cura di Enrico de Angelis, SE, Milano 1990
  - a cura di Filippo Mignini, in Opere, Mondadori, Milano 2007 (come Riflessioni metafisiche)
  - a cura di Angelo Scivoletto, Le Monnier, Firenze 1966 (come Pensieri di metafisica)
  - a cura di Bruno Widmar, Milella, Lecce 1970
  - a cura di Emanuela Scribano, Laterza, Roma-Bari 1990
- 1670. Tractatus Theologico-Politicus - Additiones ad Tractatum theologico-politicum (Trattato teologico-politico - Annotazioni al Trattato teologico-politico)
  -  in Opera quae supersunt omnia, a cura di Carl Hermann Bruder Lipsia, 1846, su books.google.it.
  - trad. Carlo Sarchi, Bortolotti, Milano 1875
  - a cura di Sante Casellato, Fantoni, Venezia 1945; La Nuova Italia, Firenze 1971; Fabbri, Milano 1996
  - a cura di Aldo Devizzi, Feltrinelli, Milano 1949 (estratti con il titolo La libertà di pensiero)
  - a cura di Pina Totaro, Bibliopolis, Napoli 2007
  - a cura di Omero Proietti, in Opere, Mondadori, Milano 2007
  - a cura di Bruno Widmar, Stabilimenti tipografici della Editrice salentina, Galatina 1971 (estratti come Lo Stato e la libertà)
  - a cura di Remo Cantoni e Franco Fergnani, Utet, Torino 1972 (con Etica); TEA, Milano 1997
  - a cura di Emilia Giancotti Boscherini, Einaudi, Torino 1972; n. ed. 1980; con postfazione di Pina Totaro, ivi 2007
  - a cura di Emanuela Scribano, La nuova Italia, Firenze 1993 (antologia)
  - a cura di Arnaldo Petterlini, Zanichelli, Bologna 1995
  - a cura di Alessandro Dini, Rusconi, Milano 1999; Bompiani, Milano 2001
  - a cura di Pina Totaro, Bibliopolis, Napoli 2007
- 1675/76. Tractatus Politicus (Trattato politico) (incompiuto)
  -  in Opera quae supersunt omnia, a cura di Carl Hermann Bruder Lipsia, 1844, su books.google.it.
  - a cura di Antero Meozzi, Carabba, Lanciano 1918; ristampa anastatica, ivi 2009
  - a cura di Dino Formaggio, Paravia, Torino 1950
  - a cura di Antonio Droetto, Ramella, Torino 1958; n. ed. a cura di Ludovico Chianese, Nuove edizioni del Gallo, Roma 1991
  - a cura di Giorgio Radetti ed Emilia Giancotti Boscherini, La Nuova Italia, 1974 (estratti, come Libertà religiosa e libertà politica)
  - a cura di Lelia Pezzillo, Laterza, Roma-Bari 1991; n. ed. 1995
  - a cura di Aniello Montano, Il tripode, Napoli 1992
  - a cura di Paolo Cristofolini, Edizioni ETS, Pisa 1999; n. ed. 2011
  - a cura di Gabriella Lamonica, postfazione di Annamaria Loche, Franco Angeli, Milano 1999
  - a cura di Omero Proietti, in Opere, Mondadori, Milano 2007
- 1677. Ethica Ordine Geometrico Demonstrata (Etica dimostrata con ordine geometrico)
  - trad. Carlo Sarchi, Bortolotti, Milano 1880
  - trad. Mario Rosazza, Fratelli Bocca, Torino 1913
  - a cura di Erminio Troilo, Istituto Editoriale Italiano, Milano 1914; Bietti, Milano 1933; I Dioscuri, Genova 1990
  - a cura di Giovanni Gentile, Laterza, Bari 1915; ed. riveduta da Tommaso Fiore, ivi 1933
  - a cura di Augusto Guzzo, Vallecchi, Firenze 1923
  - a cura di Piero Martinetti, Paravia, Torino 1928; Patron, Bologna 1969
  - trad. Cordelia Guzzo Capone, Perrella, Napoli 1934 (estratti)
  - a cura di Antonio Corsano, Signorelli, Milano 1938
  - a cura di Enzo Paci, Principato, Messina 1938 (passi scelti)
  - a cura di Antonio Renda, Mondadori, Milano 1939; Herbita, Palermo 1974 (ed. rivista da Giuseppe Maria Sciacca)
  - a cura di Grazioso Ceriani, La Scuola, Brescia 1942 (estratti)
  - a cura di Vincenzo De Ruvo, Resta, Bari 1947
  - a cura di Giovanni Giulietti, Cedam, Padova 1947
  - a cura di Augusto Guzzo, Marzorati, Milano 1949 (estratti in antologia)
  - a cura di Giovanni Palumbo, Palumbo, Palermo 1959 (estratti in antologia)
  - trad. Sossio Giametta, Boringhieri, Torino 1959; n. ed. 1966; con introduzione di Salvatore Natoli, Bollati Boringhieri, Torino 2006
  - a cura di Raffaele Mango, Loffredo, Napoli 1969
  - a cura di Arturo Deregibus, in Opere scelte, Principato, Milano 1970 (antologia)
  - a cura di Remo Cantoni e Franco Fergnani, Utet, Torino 1972 (con Trattato teologico-politico); TEA, Milano 1997
  - trad. Piero Di Vona, La Nuova Italia, Firenze 1973 (antologia)
  - a cura di Giuseppa Saccaro Battisti, Loescher, Torino 1981 (antologia come Il pensiero di Baruch Spinoza)
  - a cura di Emilia Giancotti, Editori Riuniti, Roma 1988; n. ed. 1995; 1998; 2002
  - a cura di Mario Moisio, Stampa alternativa, Viterbo 1996 (estratto come La superstizione)
  - a cura di Pierre-François Moreau, Editori riuniti, Roma 1998 (antologia come La ragione pensante)
  - trad. Gaetano Durante, prefazione di Giorgio Agamben, Neri Pozza, Vicenza 2006 (testo latino dell'edizione critica di Carl Gebhardt); con note di Giovanni Gentile rivedute e ampliate da Giorgio Radetti, Bompiani, Milano 2007
  - a cura di Filippo Mignini, in Opere, Mondadori, Milano 2007
  - a cura di Piergiorgio Sensi, Armando, Roma 2008
  - a cura di Sergio Landucci, Laterza, Roma-Bari 2009
  - ed. critica del testo latino e traduzione di Paolo Cristofolini, Edizioni ETS, Pisa 2014, 2ª edizione scheda
- 1661/76. Epistolario (88 lettere)
  -  in Opera quae supersunt omnia, a cura di Carl Hermann Bruder Lipsia, 1844, su books.google.it.
  - a cura di Ubaldo Lopes-Pegna, Carabba, Lanciano 1938 (2 voll.)
  - a cura di Antonio Droetto, Einaudi, Torino 1951; n. ed. 1974
  - a cura di Francesco Chiossone, Il melangolo, Genova 2007 (antologia come Lettere sugli spiriti)
  - a cura di Filippo Mignini e Omero Proietti, in Opere, Mondadori, Milano 2007
- 1677. Compendium grammatices linguae Hebraeae (Compendio di grammatica ebraica)
  -  in Opera quae supersunt omnia, a cura di Carl Hermann Bruder Lipsia, 1846, su books.google.it.
  - a cura di Pina Totaro, traduzione italiana di Massimo Gargiulo, Firenze, Olschki, 2013.
- 1677. Opera Posthuma
  - a cura di Pina Totaro, Quodlibet, Macerata 2008 (ristampa anastatica)
- Opera quae supersunt omnia, a cura di Carl Hermann Bruder Lipsia, 1844-1846
- Opera omnia, a cura di Roberto Bombacigno e Monica Natali, Biblia, Milano 1998 (opera su CD-ROM)
- Opere, edizione critica a cura di Filippo Mignini e Omero Proietti, Mondadori (I Meridiani), Milano 2007
- Tutte le opere, a cura di Andrea Sangiacomo, Bompiani (Il pensiero occidentale), Milano 2010 (traduzione dell'edizione curata da Carl Gebhardt nel 1925)